# San Clemente, Chile
San Clemente este un oraș și comună din provincia Talca, regiunea Maule, Chile, cu o populație de 39.538 locuitori (2012) și o suprafață de 4503,5 km2.